# Эльфгифу Нортгемптонская
Эльфгифу Нортгемптонская (англосакс.:Ælfgifu; англ. Aelgif) — первая жена Кнуда Великого, короля Англии, Дании и Норвегии в начале XI века. В «Похвале королеве Эмме» она была названа «наложницей». Хотя последующие авторы вслед за «Похвалой» называли Эльгифу наложницей, по мнению историка Тимоти Болтона, она была законной женой Кнуда, а автор «Похвалы» преследовал цель показать детей Эльфгифу незаконнорожденными, обосновывая права детей Эммы Нормандской, второй жены Кнуда, на престол.

## Биография
Эльфгифу была дочерью некого Эльфгельма, элдормена англосаксонской Нортумбрии. Благодаря значительным владениям своего отца в Нортгемптоншире, Эльфгифу получила прозвище Нортгемптонская.
Около 1015 года Кнуд Великий, ведущий борьбу за английский престол, взял Эльфгифу в жёны, однако канонический брак оформлен не был. Эльфгифу родила Кнуду двух детей – Свена, будущего короля Норвегии, и Гарольда, будущего короля Англии. Но уже в 1017 году Кнуд сочетался официальным браком с сестрой нормандского герцога Эммой. Несмотря на это, Эльфгифу сохранила особое место при дворе короля, хотя, видимо, долгое время проживала в Дании.
В 1030 году Кнуд назначил Эльфгифу правительницей Норвегии от имени их сына Свена. Незадолго до прибытия королевы в Норвегию, её престол попытался захватить Олаф, бывший норвежский король, свергнутый Кнудом Великим, но его армия была разбита 29 июля 1030 года в сражении при Стикластадире, а сам Олаф был убит. Вскоре в Норвегию прибыли Свен и Эльфгифу, которые были признаны регентами страны. Их правление в Норвегии, однако, оказалось провальным. «Время Эльфгифу» ещё долго было синонимом власти, основанной на жестокости и злоупотреблениях. Королева попыталась ввести в Норвегии новые налоги, увеличить государственные повинности и ужесточить наказания за нарушение порядка. Жёсткая центральная власть, характерная для датского королевства, была неизвестна в Норвегии, что вызвало массовые возмущения, усугубляемые заносчивым характером самой королевы. В 1033 году, под влиянием мятежей в центральной части страны, Эльфгифу и Свен бежали из Тронхейма в южную Норвегию, а в 1035 году на волне массовой поддержки в страну вернулся сын Олафа II Магнус Благородный, который был признан королём Норвегии. Эльфгифу и Свен были изгнаны.
Вскоре после возвращения Эльфгифу в Англию скончался король Кнуд Великий. Хотя его наследником должен был стать Хардекнуд, сын Кнуда и Эммы Нормандской, Эльфгифу удалось добиться поддержки значительной части англосаксонской знати в избрании правителем страны её собственного сына Гарольда. На собрании в Оксфорде в 1036 году Гарольд был признан регентом Англии, а вскоре провозглашён королём. Фактическим правителем страны, однако, оставалась Эльфгифу. Но их правление продолжалось недолго: в начале 1040 года Гарольд скончался, а в Англии высадился Хардекнуд, который вскоре захватил английский престол. Дальнейшая судьба Эльфгифу не известна.